# NGC 7377
NGC 7377 este o liner situată în constelația Vărsătorul. A fost descoperită în 13 octombrie 1786 de către William Herschel. Se află la o distanță de 35,65 de megaparseci de Pământ.